# 殷壽彭
殷壽彭，字雉斟，號述齋，室名春雨樓，江蘇吳江（今江蘇省吳江縣）人，清朝政治人物、進士出身。
道光二十年（1840年）庚子科二甲第一名進士，改庶吉士。次年，任翰林院編修。道光二十三年，升任侍講學士、署日講起居注官。道光二十三年，任山東學政。咸豐二年，任左春坊左庶子。咸豐六年，改廣東學政。咸豐十一年，兼任詹事府詹事。